# فرانک گانیت
فرانک گانیت (انگلیسی: Frank Gannett; ۱۵ سپتامبر ۱۸۷۶ – ۳ دسامبر ۱۹۵۷) کارآفرین، سیاست‌مدار و روزنامه‌نگار اهل ایالات متحده آمریکا بود، که در سال ۱۹۰۶ شرکت گانیت را تأسیس نمود. این شرکت امروزه بزرگترین شرکت انتشار روزنامه در ایالات متحده بشمار می‌آید. گانیت از نامزدهای انتخابات ریاست جمهوری ایالات متحده آمریکا در سال ۱۹۴۰ می‌باشد.